# ساعت غروب (فیلم)
ساعت غروب یا ساعت عصر (به انگلیسی: The Evening Hour) فیلمی محصول سال ۲۰۲۰ و به کارگردانی بریدن کینگ است. در این فیلم بازیگرانی همچون فیلیپ اتینگر، استیسی مارتین، کوسمو جارویس، مایکل تروتر، کری بیشی، لیلی تیلور، مارک منچاکا و تس هارپر ایفای نقش کرده‌اند.